# Pseudoeurycea brunnata
Pseudoeurycea brunnata és una espècie d'amfibi urodel (salamandres) de la família Plethodontidae. Habita a Guatemala i Mèxic. El seu hàbitat natural són els montans humits. Està amenaçada d'extinció a causa de la destrucció del seu hàbitat.